# François Bausch
François Bausch (ur. 16 października 1956 w Luksemburgu) – luksemburski polityk i samorządowiec, deputowany, w latach 2013–2023 minister, od 2019 do 2023 również wicepremier.

## Życiorys
Ukończył szkołę średnią w Esch-sur-Alzette. Pracował w luksemburskim przewoźniku kolejowym CFL. W 1986 wstąpił do Zielonych. W 1989 uzyskał mandat posła do Izby Deputowanych, z którego zrezygnował w 1992. Ponownie wybierany do luksemburskiego parlamentu w kolejnych wyborach w 1994, 1999, 2004, 2009, 2013, 2018 i 2023.
W latach 1999–2013 pełnił funkcję przewodniczącego frakcji poselskiej swojego ugrupowania. Od 1994 był radnym Luksemburga, a w latach 2005–2013 członkiem miejskiej egzekutywy. W grudniu 2013 objął stanowisko ministra ds. zrównoważonego rozwoju i infrastruktury w rządzie Xaviera Bettela. W grudniu 2018 w nowym gabinecie dotychczasowego premiera został ministrem obrony, ministrem mobilności i robót publicznych oraz ministrem bezpieczeństwa wewnętrznego. W październiku 2019 został dodatkowo wicepremierem, gdy Félix Braz odszedł z rządu z powodów zdrowotnych. W lipcu 2020 przestał być ministrem bezpieczeństwa wewnętrznego. Stanowiska rządowe zajmował do listopada 2023.